# 삼성 갤럭시 탭 S8
삼성 갤럭시 탭 S8(Samsung Galaxy Tab S8)는 삼성전자에서 제조/판매하는 안드로이드 태블릿 컴퓨터이며 갤럭시 탭 S7의 후속 제품이다. 2022년 2월 10일에 공개되었다.

## 디자인

### 색상

#### 탭 S8, 탭 S8+
| 색상 | 이름       | 배젤 |
| ---- | ---------- | ---- |
|      | 그라파이트 | 블랙 |
|      | 실버       | 블랙 |
|      | 핑크 골드  | 블랙 |

#### 탭 S8 울트라
| 색상 | 이름       | 배젤 |
| ---- | ---------- | ---- |
|      | 그라파이트 | 블랙 |

## 사양

### 하드웨어

#### 카메라
탭 S8과 탭 S8+는 12 MP, F/2.4의 전면카메라를 탑재하였고 후면카메라는 13 MP, 조리게값/2.0의 메인 카메라, 6 MP, F/2.2의 초광각 카메라 카메라로 구성되었다.
탭 S8 울트라는 12 MP, F/2.2 광각과 12 MP, F/2.4 초광각의 전면카메라를 탑재하였고 후면카메라는 13 MP, 조리게값/2.0의 메인 카메라, 6 MP, F/2.2의 초광각 카메라 카메라로 구성되었다.

#### 디스플레이
탭 S8는 11인치 크기의 2650 x 1600 해상도를 가진 TFT LCD 디스플레이가 탑재되었으며 화면 비율은 16:10 비율이다. 해상도는 2650 x 1600이다. 48Hz부터 120Hz까지 주사율 조절이 가능하다.
탭 S8+는 12.4인치 크기의 2800 x 1752 해상도를 가진 슈퍼 아몰레드 디스플레이가 탑재되었으며 화면 비율은 16:10 비율이다. 해상도는 2800 x 1752이다. 48Hz부터 120Hz까지 주사율 조절이 가능하다.
탭 S8 울트라는 14.6인치 크기의 2960 x 1848 해상도를 가진 슈퍼 아몰레드 디스플레이가 탑재되었으며 화면 비율은 16:10 비율이다. 해상도는 2960 x 1848이다. 48Hz부터 120Hz까지 주사율 조절이 가능하다.

### 소프트웨어
안드로이드 12 기반 One UI 4.1이 기본 탑재되었다. 추가로 One UI 4.1.1으로 업데이트 설치 가능. 2022년 11월 23일 안드로이드 13, One UI Tab 5.0으로 업데이트 설치 가능.

## 같이 보기
- 삼성 갤럭시 S22